# Palimpsesto Sinaítico

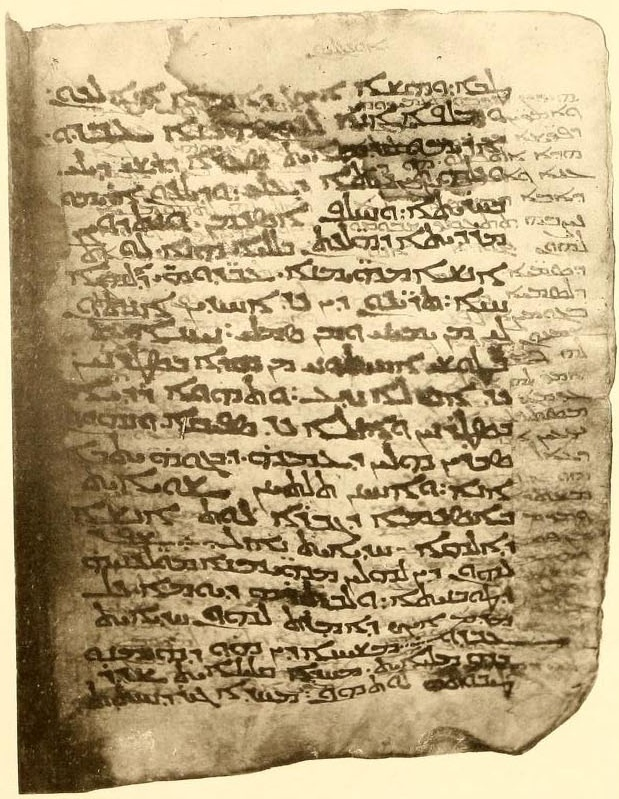
Fragmento del Evangelio de Mateo en el Palimpsesto Sinaítico.

La versión Siríaca Sinaítica, sigla (syrs), también conocida como el Palimpsesto Sinaítico, del Monasterio de Santa Catalina, es un manuscrito de finales del siglo IV compuesto por 358 páginas, que contiene una traducción de los cuatro evangelios  canónicos del Nuevo Testamento al siríaco, el cual ha sido sobreescrito por una vita (biografía) de santos y mártires con una fecha que corresponde al 778 d. C. Este palimpsesto es la copia más antigua de los Evangelios en siríaco y uno de los dos manuscritos que sobreviven (el otro es el de los Evangelios curetonianos) que convencionalmente están fechados para antes que la Peshitta, la traducción normal de la Biblia al siríaco.

## Texto
Tanto la versión Siríaca Sinaítica (designada como syrs) y los Evangelios Curetonianos (designados como  syrcur) contienen maneras similares de verter el texto de los evangelios, exhibiendo conformidad con el griego. Incluso, la syrs retiene algunas lecturas más antiguas que se han perdido en los Evangelios siríacos y desde el siglo II en los manuscritos de la Septuaginta, que reunió a los cuatro evangelios en armonía unos con otros a través de lecturas selectivas y enmendaciones.
La importancia de tales principios, sobre textos menos conformes se destaca por la revisión de la Peshitta que se hizo sobre el 508, ordenada por Filoxeno de Mabbog. En su revisión, dijo que hábilmente la Peshitta se acerca más al texto griego; "es muy remarcable que sus propias citaciones frecuentes a los evangelios se preservaron en sus escritos mostrando que el utilizó un conjunto amplio de manuscritos de los cuatro evangelios en siríaco antiguo".

## Historia
El palimpsesto fue identificado en la biblioteca del Monasterio de Santa Catalina en febrero de 1892 por Agnes Smith Lewis y su hermana Margaret Dunlop Gibson, quien retornó con un equipo de eruditos que incluyeron a J. Rendel Harris, para fotografiar y transcribir la obra en su totalidad.
El teólogo alemán Adalbert Merx dedicó gran parte de su investigación a la dilucidación del Palimsesto Sinaítico, los resultados se incorporaron en Die vier kanonischen Evangelien nach dem ältesten bekannten Texte (Los cuatro evangelios canónicos de los textos más antiguos conocidos) (1897-1905). 
El Palimpsesto Sinaítico inmediatamente se convirtió en un documento central en la búsqueda de la historia del Nuevo Testamento. La importancia del palimsesto radica especialmente en la elaboración de los manuscritos griegos del Nuevo Testamento para ser comprensibles para las comunidades de habla aramea en ese período.

## Lecturas notables
En el palimpsesto no figuran: los últimos 12 versículos de Marcos, la agonía de Cristo (Lucas 22:43-44), la Pericope Adulteræ (Juan 7:53-8:11), y la reconciliación de Pilato con Herodes (Lucas 23:10-12).
En Mateo 4:10, contiene una lectura singular que refleja el griego ὕπαγε ὀπίσω σου (vete o vete de delante).
Se omite Mateo 12:47, como en א*, B, L, Γ, 1009, ℓ 12, ff1, k, syrc, copsa.
En Mateo 14:12, se refleja πτωμα (cadáver) al igual que en א B C D L Θ f1 f13 33 565 700 892 1241 1424 e k ℓ 844 ℓ 2211 syrc, p copbo
En Mateo 16:12, se vierte της ζυμης (levadura) al igual que en D, Θ, f13, 565, a, b, ff2
Mateo 21:44 se omitió, como en el {\displaystyle {\mathfrak {P}}}104, D, 33, ita.b.d.e, ff1, ff2, r1, Ireneolat, Orígenes, Eusebio
En Mateo 27:9, el texto que refleja Ιερεμιου (Jeremías) se imitió, como en el Φ 33 ita itb syrp copbo
En Mateo 27:16, se refleja Ἰησοῦν τὸν Βαραββᾶν (Jesús el Barrabás) como en el Θ f1 700* arm geo2
En Marcos 2:26, se omite la frase cuando Abiatar era el sacerdote principal, como en D, W, 1009, 1546, ita.b.d.e.ff2.i.r1.t
En Marcos 10:2, se omite la frase acercaron los Fariseos, como en D, ita.b.d.k.r1, (syrcur)
En Marcos 10:7, se omite la frase y se unirá a su esposa, como en א, B, Ψ, 892*, 2427, ℓ 48, got.
En Lucas 4:17, se vierte ἀνοίξας (abrió) al igual que en A, B, L, W, Ξ, 33, 579, 892, 1195, 1241, ℓ 547, syrh, pal, copsa, bo
En Lucas 9:35, se vierte ἐκλελεγμένος (escogido) al igual que en {\displaystyle {\mathfrak {P}}}45 {\displaystyle {\mathfrak {P}}}75 א B L Ξ 892 1241 ita.aur.ff2.l vgst copmss
En Lucas 10:41b-42a, se omite la frase estás inquieta y turbada en cuanto a muchas cosas. Son pocas, sin embargo, las cosas , como en ita.b.d.e.ff2.i.l.r1 Ambrosio
En Lucas 23:34, se omite la frase Y Jesús dijo: Padre perdónalos, ellos no saben lo que hacen, coincidiendo con el  {\displaystyle {\mathfrak {P}}}75, א1, B, D*, W, Θ, 0124, 1241, a, Bezalat, copsa, copbo.
Lucas 24:40 se omite, como en D ita.b.d.e.ff2.l.r1, syrcur